# Paddy McMahon
Paddy McMahon (Derby, 5 de diciembre de 1933-4 de abril de 2021) fue un jinete británico que compitió en la modalidad de salto ecuestre. Ganó una medalla de oro en el Campeonato Europeo de Saltos Ecuestres de 1973, en la prueba individual.

## Palmarés internacional
| Campeonato Europeo | Campeonato Europeo      | Campeonato Europeo | Campeonato Europeo |
| Año                | Lugar                   | Medalla            | Categoría          |
| ------------------ | ----------------------- | ------------------ | ------------------ |
| 1973               | Hickstead (Reino Unido) | Medalla de oro     | Individual         |